# Kościuszkova mohyla

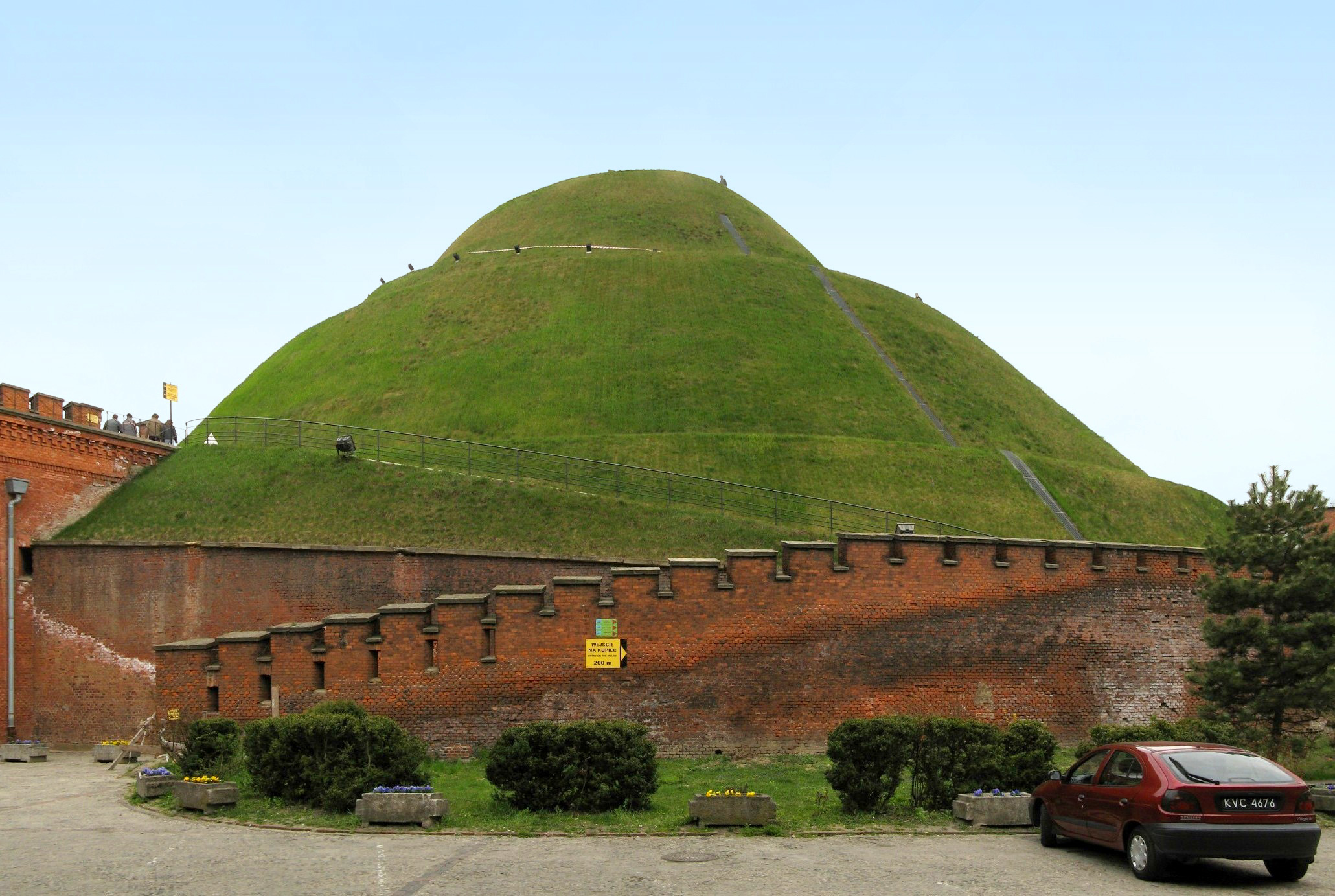
Kościuszkova mohyla

Kościuszkova mohyla [koščjuškova] (polsky Kopiec Kościuszki [kopjec koščjuški], původně Mogiła Kościuszki [mogiua koščjuški]) je jedna ze čtyř krakovských mohyl navršených polským národním hrdinům. Tato je věnovaná Tadeáši Kościuszkovi a nachází se na vrcholu kopce Sikornik [šikorňik], zvaného též Vrch svaté Bronislavy (Wzgórze św. Bronisławy) v západní části Krakova ve čtvrti Zwierzyniec [zvěžyněc].
Mohyla má průměr základu 80 m, na vrcholu 8,5 m a výšku 34,1 m. Objem tělesa činí 64 134 m³, sklon svahu 50°.

## Historie mohyly
Od okamžiku smrti v roce 1817 narůstal kult národního hrdiny Tadeáše Kościuszki. Výjimečné úctě se těšil v Krakově, ve kterém byl pochován. Veřejnost se dožadovala vztyčení pomníku, který by tohoto vojevůdce připomínal. Byly zahájeny sbírky peněz, ale nebylo ještě rozhodnuto, jakým způsobem by měla být památka vojevůdce uctěna. Nakonec se rozhodlo ve prospěch mohyly po vzoru již existujících krakovských mohyl Kraka a Wandy. Argumentovalo se trvanlivostí a že byly navršeny společným úsilím celého lidu, že takovou stavbu nepřátelé nebudou s to zničit. Rozhodnutí schválil v červenci 1820 Senát Svobodného města Krakova. Jako místo stavby byl zvolen vrch sv. Bronislavy západně od města.
Vršení mohyly probíhalo od 15. září 1820 do 25. října 1823. Poté, co byl v roce 1846 zrušen status Svobodného města Krakova a město se stalo součástí rakouského záboru, začalo být město přestavováno na pevnost a mohyla se stala součástí území, které měla ve správě armáda. Byl však vyjádřen souhlas, aby byla mohyla přístupná veřejnosti od východu do západu slunce. Během druhé světové války německé úřady plánovaly mohylu srovnat se zemí, protože šlo o symbol polskosti.
Po 2. světové válce se začala rakouská pevnost rozebírat s odůvodněním, že jde zahlazení stop po záborci a snahou získat stavební materiál (kterého bylo v poválečném zničeném Polsku málo), ale v roce 1957 se s asanací přestalo, jelikož se nevyplácela a začaly se také oceňovat historické hodnoty rakouské pevnosti. Poškozená pevnost byla částečně restaurována v roce 1977, kdy zde byl zprovozněn hotel, dále se pak na začátku 90. let v pevnosti usídlila první polská soukromá rozhlasová stanice RMF FM. Na přelomu 20. a 21. století prošla rozsáhlou rekonstrukcí i celá mohyla.